# 중마도서관
중마도서관은 전라남도 광양시 소재의 시립 도서관이다.

## 연혁
- 2006년 11월 8일 중앙도서관, 중마도서관 분리
- 2007년 1월 25일 광양시립중마도서관 개관.

## 이용 안내
이용 시간
- 열람실: 매일 08:00 ~ 22:00
- 자료실: 월~금 09:00~18:00 / 토·일 09:00~17:00

휴관일
- 법정 공휴일
- 정기청소일(매월 네째주 금요일)